# Panam-dong
Panam-dong (koreanska: 판암동) är en stadsdel i staden Daejeon i  den centrala delen av Sydkorea, 145 km söder om huvudstaden Seoul. Den ligger i stadsdistriktet Dong-gu.

## Indelning
Administrativt är Panam-dong indelat i:
| Namn    | Namn             | Yta km² | Invånare 31 dec 2020 |
| ------- | ---------------- | ------- | -------------------- |
| 판암1동 | Panam 1(il)-dong | 5,36    | 12 545               |
| 판암2동 | Panam 2(i)-dong  | 0,76    | 8 884                |